# اریش کونتس
اریش کونتس (آلمانی: Erich Cuntz; ۲۳ دسامبر ۱۹۱۶ – ۱ ژوئن ۱۹۷۵) بازیکن هاکی روی چمن اهل آلمان بود.